# Novoorsk
Novoorsk (in russo Новоорск?) è un villaggio della Russia europea sudorientale, situato nell'oblast' di Orenburg; è il centro amministrativo del rajon Novoorskij.
Si trova sul fiume Bol'šoj Kumak (affluente dell'Ural), 288 km a est di Orenburg.